# Chilomycterus exspectatus
Chilomycterus exspectatus es una especie extinta de peces que vivió durante el Mioceno Tardío en América del Sur hace entre 11 – 10.5 millones de años, fue descubierta en Panamá en el sector de Las Lomas, en el miembro inferior de la Formación Gatún. El registro de esta especie de pez es una herramienta para el entendimiento de los cambios que surgieron en las dinámicas biológicas al momento del levantamiento del Istmo de Panamá, principalmente para la variación en la fauna que se dio a ambos costados del istmo ya levantado.

## Descripción
La serie superior de la placa de dientes se divide en mitades, derecha e izquierda fusionadas en la región medial, y se organiza en hojas apiladas sucesivas e internas en seis hojas dentales aplanadas. La superficie oclusal es plana y muestra las dos primeras láminas dentales arqueadas de la serie horizontal.

## Etimología
El nombre exspectatus se refiere a la rotación de la adaptación de la placa dental aplastante representada por esta especie durante la evolución del clado.